# The True Heart of an Indian
The True Heart of an Indian è un cortometraggio muto del 1909 diretto da Fred J. Balshofer e Charles Inslee.

## Produzione
Il film fu prodotto dalla Bison Motion Pictures per la New York Motion Picture. Venne girato nel New Jersey, a Coytesville e a Edgewater.

## Distribuzione
Distribuito dalla New York Motion Picture, il film - un cortometraggio di 285 metri - uscì nelle sale cinematografiche statunitensi il 2 luglio 1909. È conosciuto anche con il titolo A True Indian’s Heart.